# Lazulith
Lazulith, auch als Blauspat(h) oder seltener als Gersbyit oder Klaprothin bekannt, ist ein eher selten vorkommendes Mineral aus der Mineralklasse der Phosphate. Es kristallisiert im monoklinen Kristallsystem mit der chemischen Zusammensetzung MgAl2(PO4)2(OH)2 und entwickelt meist kurzprismatische oder bipyramidale Kristalle, aber auch körnige bis massige Mineral-Aggregate von blassblauer bis schwarzblauer, blaugrüner oder gelbgrüner Farbe. Gut entwickelte Kristalle sind oft durchsichtig bis durchscheinend und zeigen auf ihren Flächen Glasglanz.

## Etymologie und Geschichte
Der Name Lazulith leitet sich aus dem arabischen Wort für Himmel ab und nimmt Bezug auf die meist blaue Farbe des Minerals. Erstmals beschrieben wurde es 1791 durch J. F. W. Widenmann und vier Jahre später nochmals durch Martin Heinrich Klaproth.
Als Typlokalität gilt der Freßnitzgraben bei Krieglach in Österreich.

## Klassifikation
In der alten (8. Auflage) und neuen Systematik der Minerale nach Strunz (9. Auflage) gehört der Lazulith zur Abteilung der „Wasserfreien Phosphate mit fremden Anionen“. Die neue Strunz’sche Mineralsystematik unterteilt hier allerdings inzwischen präziser nach der Größe der Kationen sowie nach dem Stoffmengenverhältnis der beteiligten Anionen und dem Phosphat-, Arsenat- bzw. Vanadatkomplex und das Mineral ist entsprechend in der Unterabteilung „Mit ausschließlich mittelgroßen Kationen; (OH usw.) : RO4 ≥ 1 : 1“
Die Systematik der Minerale nach Dana sortiert den Lazulith in die Abteilung der „Wasserfreien Phosphate etc. mit Hydroxyl oder Halogen und der allgemeinen Formel (A2+B2+)3(XO4)2Zq“.

## Bildung und Fundorte
Lazulith bildet sich sekundär durch hydrothermale Vorgänge aus primären Phosphatmineralen in Quarzgängen oder Granitpegmatiten. Begleitminerale sind neben dem Quarz noch Andalusit, Berlinit, Beryll, Korund, Kyanit, Muskovit, Pyrophyllit, Rutil und viele andere.
Bisher konnte Lazulith an 158 Fundorten nachgewiesen werden, so unter anderem bei Bundaberg und am Mount Lofty Ranges (South Australia) in Australien; in den bolivianischen Departments Cochabamba, La Paz und Potosí; Bahia und Minas Gerais in Brasilien; Copiapó in Chile; Fujian in China; Orivesi in Finnland; Bayern (Bayerischer und Oberpfälzer Wald) und Thüringen (Thüringer Wald) in Deutschland; in einigen Regionen von Italien; auf Honshū in Japan; Yukon in Kanada; bei Antsirabe und Amoron’i Mania auf Madagaskar; Hedmark und Nordland in Norwegen; Hollenthon (Niederösterreich), Raidlgraben und Hohe Tauern (Salzburg), Fischbach und Krieglach (Steiermark) in Österreich; Gilgit (Distrikt) in Pakistan; bei Torre de Moncorvo und Ferreira de Aves in Portugal; Gatumba in Ruanda; Ostsibirien und Komi in Russland; Skåne, Värmland und Västergötland in Schweden; in den Schweizer Kantonen Graubünden und Wallis; Košice und Nitra in der Slowakei; bei Cadaqués in Spanien; Böhmen in Tschechien; bei Erdőbénye und Sopron in Ungarn; sowie in vielen Regionen der USA.

## Kristallstruktur
Lazulith kristallisiert im monoklinen Kristallsystem in der Raumgruppe P21/c (Raumgruppen-Nr. 14) mit den Gitterparametern a = 7,144 Å; b = 7,278 Å, c = 7,228 Å und β = 120,51 ° sowie zwei Formeleinheiten pro Elementarzelle.